# بذار برم
بذار برم (ایتالیایی: Lasciami andare) فیلمی درام مهیج به کارگردانی استفانو موردینی است. این فیلم برای اولین بار در بخش خارج از مسابقه هفتاد و هفتمین دوره جشنواره بین‌المللی فیلم ونیز به نمایش درآمد و همچنین فیلم اختتامیه جشنواره نیز بود.